# L'amour sonne à Noël
L'amour sonne à Noël (A Merry Christmas Match) est un téléfilm de Noêl américain réalisé par Jake Helgren et diffusé en 2019.

## Synopsis
Corey travaille dans le magasin d'antiquités de sa mère et prépare un défilé de Noël en l'honneur de son défunt père. Quand un homme appelé Ryder visite son magasin, elle se demande si elle aurait dû quitter sa petite ville pour poursuivre son rêve d'être metteuse en scène pour le théâtre.

## Fiche technique
- Titre original : A Merry Christmas Match
- Réalisation : Jake Helgren
- Scénario : Jake Helgren
- Durée : 82 min
- Pays : États-Unis

## Distribution
- Ashley Newbrough : Corey Calvin
- Kyle Dean Massey : Ryder Donnelly
- Lindsey Gort : Jillian Winters
- John DeLuca : Davey Wallace
- Stepfanie Kramer : Dorothy Calvin
- Ashley Fink : Mindy
- Spencer Squire : Cole
- Alice Hunter : Deanna
- Courtney Hope : Victoria
- Kathleen Kinmont : Gayle Donnelly
- Matt McCoy (en) : Gary Donnelly
- Autumn Federici : Sasha
- Gerard Flores : Francisco
- Mandalynn Carlson : Katie
- Brian Dare : Mickey
- Samuel Engelen : Colby
- Matt Morrison : Père Noël
- Piper Helgren : Delilah